# Düsenkühler (Computer)
Ein Düsenkühler ist eine Sonderbauart eines CPU-Kühlers dessen Kühlmedium Wasser ist.
Die Kühlerbauart basiert darauf, dass an einem kleinen Durchgang eine turbulente Strömung erzeugt wird, indem der Wasserstrahl auf eine Prallfläche trifft. Durch die hohe Strömungsgeschwindigkeit und die Verwirbelungen verbessert sich auch der Wärmeübergang. 
Der Düsenkühler ist wohl im Moment die verbreitetste Art der Kühlkörper für Wasserkühlungen. Dieser Kühler ist am besten für CPUs ohne Heatspreader geeignet.